# John Cam Hobhouse
John Cam Hobhouse, 1. baron Broughton (John Cam Hobhouse, 1st Baron Broughton of Gyfford, 2nd Baronet Hobhouse of Westbury) (27. června 1786, Bristol, Anglie – 3. června 1869, Londýn, Anglie) byl britský politik, spisovatel a novinář. V mládí byl přítelem slavného básníka lorda Byrona a procestoval s ním Evropu, později byl dlouholetým poslancem Dolní sněmovny a několikrát též členem vlády. Politicky náležel k whigům, v závěru své kariéry ale inklinoval k toryům. V roce 1851 s titulem barona přešel do Horní sněmovny.

## Životopis
Pocházel z obchodnické rodiny z Bristolu, byl synem právníka a dlouholetého poslance Sira Benjamina Hobhouse (1757–1831). Studoval v Harrow a Cambridge, kde se seznámil s lordem Byronem a několik let jej doprovázel na cestách po Evropě. Mezitím se uplatnil jako novinář a spisovatel, pro své bonapartistické názory byl v letech 1819–1820 vězněn. V roce 1819 kandidoval do Dolní sněmovny v doplňovacích volbách za prestižní volební obvod Westminster, kdy neuspěl, ale v roce 1820 byl zvolen v řádných volbách a poslancem za Westminster zůstal do roku 1833. V roce 1832 byl jmenován členem Tajné rady a v letech 1832–1833 byl státním podsekretářem války. Jako státní sekretář pro Irsko (1833) přešel do opozice, následkem toho ztratil svůj poslanecký mandát a musel podstoupit doplňovací volby, v nichž neuspěl. Do Dolní sněmovny se dostal znovu v roce 1834 a až do roku 1847 byl poslancem za Nottingham, nakonec v letech 1847–1851 za Harwich. V roce 1834 byl krátce vrchním komisařem státních lesů a statků (respektive prvním komisařem lesů, statků, státních příjmů, veřejných prací a staveb – First Commissioner of Woods and Forests), v Melbournově vládě zastával úřad prezidenta kontrolního úřadu Východoindické společnosti (1835–1841), tento post pak vykonával ještě v Russellově vládě (1846–1852).
V roce 1851 byl povýšen na barona Broughtona z Gyffordu a vstoupil do Sněmovny lordů, v roce 1852 získal velkokříž Řádu lázně, byl též členem Královské společnosti a patřil k zakladatelům Královské zeměpisné společnosti. Již v mládí vydal několik publikací vztahující se k jeho zahraničním cestám po boku lorda Byrona, později vydal své vzpomínky pod názvem Recollections of a Long Life (1865).
Jeho manželkou byla od roku 1828 Julia Hay (1797–1835), dcera 7. markýze z Tweeddale. Zemřela na tuberkulózu, z jejich manželství pocházely tři dcery. Titul barona zanikl Johnovým úmrtím, na příbuzenstvo přešel jen titul baroneta a potomci jej užívají dodnes.